# Дебелоклюна кайра
Дебелоклюна кайра (Uria lomvia) е вид птица от семейство Кайрови (Alcidae).

## Разпространение
Видът е разпространен в Гренландия, Исландия, Канада, Норвегия, Русия, Сен Пиер и Микелон, Свалбард и Ян Майен, САЩ, Фарьорските острови и Япония.

## Хищници
Дебелоклюните кайри имат малко естествени хищници, защото огромният брой струпани птици в размножителните им колонии, както и трудният достъп до тези места, правят почти невъзможно те да станат жертва на хищници. Основният от тях е полярната чайка, като тя се храни само с яйцата им или наскоро излюпени малки. Друг техен хищник е гарванът, който също може да се опита да достигне до яйцата или малките.